# Typhlocarcinops tonsuratus
Typhlocarcinops tonsuratus is een krabbensoort uit de familie van de Pilumnidae. De wetenschappelijke naam van de soort is voor het eerst geldig gepubliceerd in 1969 door Griffin & Campbell.